# Bijelo Polje (Federacja Bośni i Hercegowiny)
Bijelo Polje – wieś w Bośni i Hercegowinie, w Federacji Bośni i Hercegowiny, w kantonie zenicko-dobojskim, w gminie Kakanj. W 2013 roku liczyła 92 mieszkańców, z czego większość stanowili Chorwaci.